# Fabio Baraldi
Fabio Baraldi (Carpi, 21 marzo 1990) è un dirigente sportivo e pallanuotista italiano naturalizzato georgiano.

## Carriera
Giovanissimo approda alla pallanuoto nella società carpigiana Sandro Cabassi, allora militante in serie D, oggi promozione. All'età di 14 anni viene chiamato a giocare nell'U.S. Vallescrivia, a seguito di un torneo giovanile estivo svoltosi a Carpi a cui la stessa società ligure partecipa. Nel 2008, a seguito del fallimento della stessa U.S.Vallescrivia, Baraldi si trasferisce al Posillipo, fortemente voluto dall'allenatore Carlo Silipo.
Nella stagione 2016–2017 milita nel Circolo Canottieri Napoli, giocando nel ruolo di centroboa.
Dalla stagione 2017-2018 milita nella Sport Management, dove è finalista in Coppa LEN.
Il 16 marzo 2017 viene nominato presidente del Varese, rilevando il 60% delle quote della società controllante ForVa s.r.l.. Si dimette il 21 maggio 2017, adducendo a motivo l'impossibilità di conciliare la carica con la propria carriera sportiva (in merito alla quale annuncia di essere in procinto di rinunciare alla cittadinanza italiana per naturalizzarsi georgiano e competere per la relativa nazionale); a distanza di qualche anno rivelerà di essere stato raggirato, dal momento che le risorse da lui immesse (oltre 6000 euro più costi di gestione) non erano poi state effettivamente destinate alle casse societarie.
Il 28 agosto 2021 fonda e presiede il Qualiano Calcio, squadra militante nel campionato regionale campano di Prima Categoria.
Nel 2022 è ingaggiato dalla Rari Nantes Latina in Serie A2.
Dal 2023 è direttore tecnico del R.N. Frosinone
Nel 2024 trasferisce il titolo sportivo di Prima Categoria del Qualiano Calcio a Casoria, dando vita alla SSC Casoria della quale ne diviene il presidente.

## Palmares
- Europei

Budapest 2014: 